# Charles Dumas
Charles Everett Dumas (Tulsa, 12 de fevereiro de 1937 – Inglewood, 5 de janeiro de 2004) foi um atleta e campeão olímpico norte-americano especializado no salto em altura.
Em junho de 1956 quebrou o recorde mundial saltando 2,15 m nas seletivas americanas, o que o transformou em favorito ao ouro olímpico. Venceu a prova em Melbourne 1956 com um salto de 2,12 m, recorde olímpico. Nos EUA, foi campeão no campeonato da Amateur Athtletic Union (AAU) de 1957 a 1959, ano em que também a venceu nos Jogos Pan-americanos de Chicago.  Disputou os Jogos Olímpicos de Roma 1960 contundido e conseguiu apenas um sexto lugar.
Depois de encerrar a carreira, na qual foi cinco vezes campeão norte-americano entre 1955 e 1959 e ranqueado como o nº1 do mundo duas vezes, ele se tornou professor, ensinando em diversas escolas públicas da área de Los Angeles.